# Брентлі (округ, Джорджія)
Шаблон:StateAbbr_ 31°12′ пн. ш. 81°59′ зх. д. / 31.2° пн. ш. 81.98° зх. д.
Округ  Брентлі (англ. Brantley County) — округ (графство) у штаті  Джорджія, США. Ідентифікатор округу 13025.

## Історія
Округ утворений 1920 року.

## Демографія
За даними перепису 
2000 року 
загальне населення округу становило 14629 осіб, зокрема міського населення було 162, а сільського — 14467.
Серед мешканців округу чоловіків було 7343, а жінок — 7286. В окрузі було 5436 домогосподарств, 4153 родин, які мешкали в 6490 будинках.
Середній розмір родини становив 3,06.
Віковий розподіл населення поданий у таблиці:
| Стать    | До 15 років | 15-21 | 22-29 | 30-39 | 40-49 | 50-65 | 65-85 | Понад 85 |
| -------- | ----------- | ----- | ----- | ----- | ----- | ----- | ----- | -------- |
| Чоловіки | 1759        | 781   | 742   | 1118  | 1073  | 1187  | 646   | 37       |
| Жінки    | 1646        | 693   | 765   | 1121  | 1083  | 1183  | 708   | 87       |

## Суміжні округи
- Вейн - північний схід
- Глінн - схід
- Кемден - південний схід
- Чарльтон - південний захід
- Вер - захід
- Пієрс - північний захід

## Виноски
1. ↑  U.S. Decennial Census. United States Census Bureau. Архів оригіналу за 26 квітня 2015. Процитовано 18 червня 2014.
2. ↑  Historical Census Browser. University of Virginia Library. Архів оригіналу за 11 серпня 2012. Процитовано 18 червня 2014.
3. ↑  Population of Counties by Decennial Census: 1900 to 1990. United States Census Bureau. Архів оригіналу за 2 лютого 2019. Процитовано 18 червня 2014.
4. ↑  Census 2000 PHC-T-4. Ranking Tables for Counties: 1990 and 2000 (PDF). United States Census Bureau. Архів оригіналу (PDF) за 18 грудня 2014. Процитовано 18 червня 2014.
5. ↑  State & County QuickFacts. United States Census Bureau. Архів оригіналу за 5 вересня 2015. Процитовано 18 червня 2014. [Архівовано 2011-06-07 у Wayback Machine.](англ.) Наведено за англійською вікіпедією.
6. ↑  American FactFinder. Бюро перепису населення США. Архів оригіналу за 26 лютого 2012. Процитовано 31 січня 2008. [Архівовано 2008-05-21 у Wayback Machine.]

| США | Це незавершена стаття з географії США. Ви можете допомогти проєкту, виправивши або дописавши її. |